# Main (Einheit)
Main war ein französisches Papierzählmaß.
- 1 Main = 24 Bogen Schreibpapier
- 1 Main = 25 Bogen Druckpapier. Von französisch „la main“ (die Hand): die Bogen wurden zu je fünf Blatt mit den fünf Fingern der Hand abgezählt.